# Trivalvaria carnosa
Trivalvaria carnosa là loài thực vật có hoa thuộc họ Na. Loài này được Johannes Elias Teijsmann và Simon Binnendijk mô tả khoa học đầu tiên năm 1863 dưới danh pháp Saccopetalum carnosum. Năm 1869 Rudolph Herman Christiaan Carel Scheffer chuyển nó sang chi Trivalvaria.

## Phân bố
Loài này có tại Java.